# 반제 회담

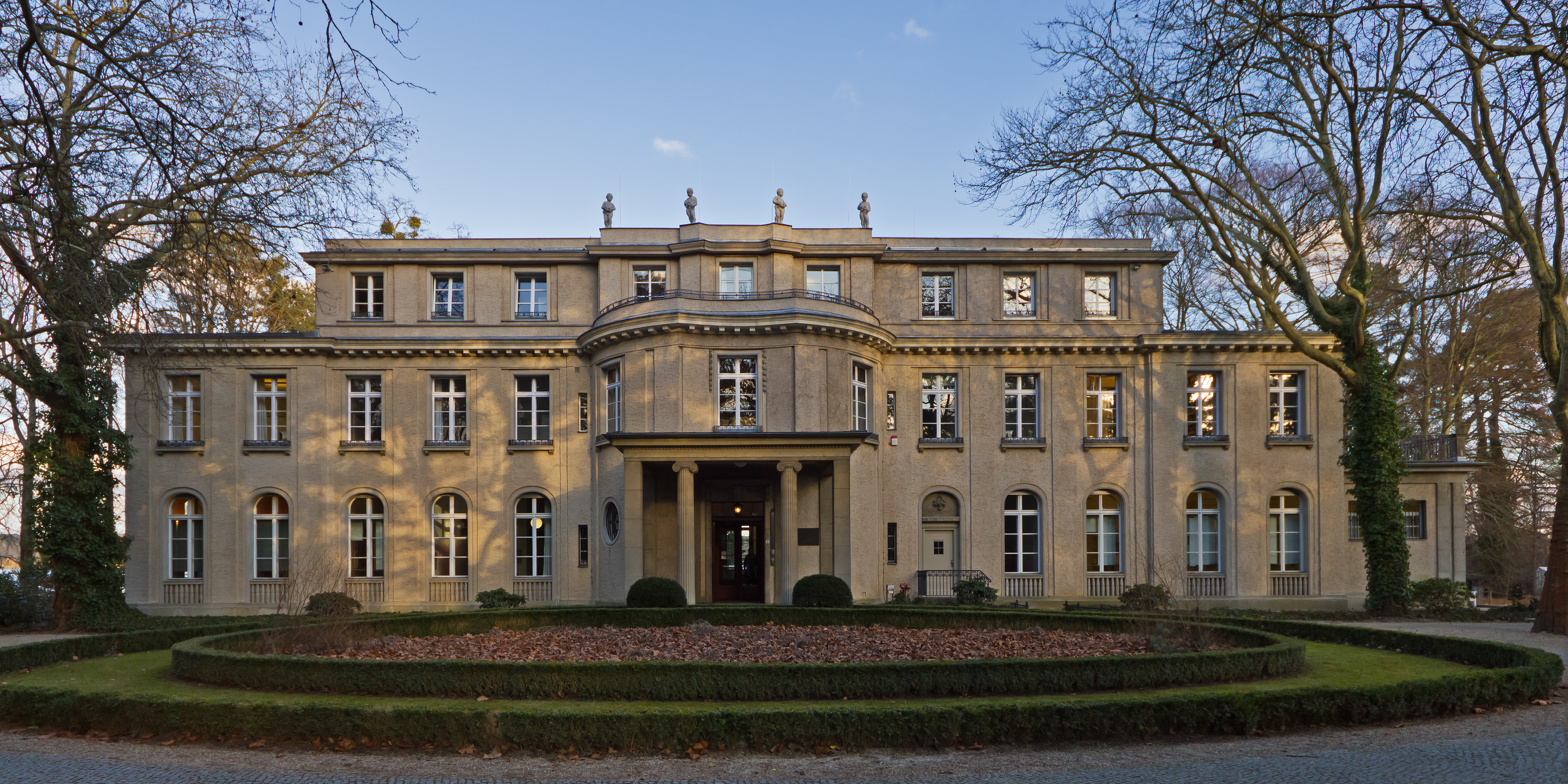
반제 회담이 개최된 암그로센반제 56–58번지 별장은 현재 추모 및 박물관으로 사용되고 있다.

반제 회담(독일어: Wannseekonferenz 반제콘페렌츠[*], 영어: Wannsee Conference)는 1942년 1월 20일 베를린 교외 반제에서 개최된 나치 독일 차관급 수뇌부의 회합이다.
회담을 소집한 것은 국가보안본부장 상급집단지도자 라인하르트 하이드리히로, 그는 이 자리에서 유대인 문제에 대한 최종 해결책을 구체화하며 실행을 위한 각 행정부처 장들의 협조를 담보 받으려 했다. 소위 최종 해결책이란 독일 점령지의 유대인들을 폴란드로 실어와서 모조리 죽이는 것을 의미했다. 외무성, 법무성, 내무성, 국무성을 대표한 차관들과 친위대 대표자들이 회담 참석자에 포함되었다. 회담 중 하이드리히는 어떻게 유럽 유대인들을 서부에서 동부로 이동시켜 그들의 죽을 자리인 폴란드 총독부에 소재한 절멸수용소들로 보낼 것인지 대략적 윤곽을 제시했다.
유대인들에 대한 합법적 차별은 나치가 정권을 잡은(마흐터그라이풍) 1933년 1월 30일부터 일찌감치 시작되었었다. 나치 정권에 의한 폭력과 경제적 압박으로 많은 유대인들이 자발적으로 독일을 떠났다. 1939년 9월 폴란드 침공 이후 유럽 유대인 박멸이 시작되었고, 1941년 6월 소련 침공 이후 그 추세가 더욱 가속되었다. 1941년 7월 31일 헤르만 괴링은 하이드리히에게 독일 및 독일이 통제하거나 독일에 협조하는 국가들의 "유대인 문제의 최종 해결책" 계획을 준비해 제출하라는 서면 허가서를 써 주었다. 반제 회담에서 하이드리히는 일단 유대인들을 총독부로 실어오기만 하면 그 뒤 죽이는 것은 친위대의 소관이 된다는 것을 강조했다. 또한 박멸될 대상으로 규정된 유대인이 누구인지 어떻게 정의할 것인지도 주요 의제로 논의되었다.
독일 외무성이 접수된 이후 그 안에서 전쟁통에도 살아남은 반제 규약의 사본 한 부가 발견되었고 뉘른베르크 재판 미국측 검사관이었던 로버트 켐프너가 사본을 입수했다. 회담 장소였던 반제하우스 별장은 지금은 홀로코스트 추모기념관이 되어 있다.

## 같이 보기
- 당신들의 조국
- 컨스피러시 (2001년 영화)